# Motociklistična Velika nagrada Brazilije
Motociklistična Velika nagrada Brazilije je bila motociklistična dirka svetovnega prvenstva med sezonama 1987 in 1992.

## Zmagovalci
| Sezona | Dirkališče | 125 cm3              | 250 cm3                  | 500 cm3                 | Poročilo |
| ------ | ---------- | -------------------- | ------------------------ | ----------------------- | -------- |
| 1987   | Goiânia    |                      | Dominique Sarron (Honda) | Wayne Gardner (Honda)   | Poročilo |
| 1988   | Goiânia    |                      | Dominique Sarron (Honda) | Eddie Lawson (Yamaha)   | Poročilo |
| 1989   | Goiânia    |                      | Luca Cadalora (Yamaha)   | Kevin Schwantz (Suzuki) | Poročilo |
| 1992   | Interlagos | Dirk Raudies (Honda) | Luca Cadalora (Honda)    | Wayne Rainey (Yamaha)   | Poročilo |